# Der Zwang
Der Zwang ist eine Novelle von Stefan Zweig, die – im Sommer 1918 unter dem Arbeitstitel „Der Refractair“ (der Fahnenflüchtige) geschrieben – 1920 im Insel Verlag erschien. Die Novelle ist „Pierre J. Jouve in brüderlicher Freundschaft“ gewidmet.

## Handlung
Der junge deutsche Maler Ferdinand R. aus M. hat sich in einem Dorf über dem Zürichsee eine kleine Wohnung gemietet und ein Atelier eingerichtet und lebt dort mit seiner Frau. Der tiefe Frieden erweist sich als trügerisch. Er erhält per Post in seinem Haus einen Stellungsbefehl aus Deutschland. Seine Ehefrau Paula redet ihm ein, er müsse dem Befehl nicht nachkommen, denn er sei ein freier Mann in einem freien Land. Kanonenfutter für den weiteren Krieg gegen Frankreich sei aus der Schweiz nicht zu haben. Ferdinand ist anderer Ansicht. Gehorsam macht er sich auf den Weg in sein Heimatland. An der Staatsgrenze aber hat der Maler eine erschütternde Begegnung mit schwer verwundeten französischen Soldaten. Vor dem Übertritt über die Grenze besinnt er sich und kehrt zurück zu seiner Frau Paula.

## Hintergrund
Der pazifistisch geprägte Text hat einen autobiografischen Hintergrund. Stefan Zweig hatte den Wehrdienst verweigert. 1918 gestattete Österreich dem Autor die Ausreise in die Schweiz. Ab dem 9. März wohnte Stefan Zweig für ein Jahr im Hotel Belvoir in Rüschlikon über dem Zürichsee.